# Найкращі бомбардири чемпіонату Іспанії з футболу
Цей список — статистичний огляд досягнень найкращих бомбардирів чемпіонату Іспанії за всю історію його існування. Тривалий час список очолював форвард «Атлетика» Тельмо Сарра. У сезоні 2014/15, на перше місце вийшов Ліонель Мессі.

Дані станом на 23 грудня 2023 року.

## 1— 20
| №  | Країна              | Гравець             | Матчі | Голи | Голів за матч | Роки      | Клуби                                                                | Пр. |
| -- | ------------------- | ------------------- | ----- | ---- | ------------- | --------- | -------------------------------------------------------------------- | --- |
| 1  | Аргентина           | Ліонель Мессі       | 520   | 474  | 0.91          | 2004–2021 | «Барселона»                                                          |     |
| 2  | Португалія          | Кріштіану Роналду   | 292   | 311  | 1.07          | 2009–2018 | «Реал Мадрид»                                                        |     |
| 3  | Іспанія             | Тельмо Сарра        | 277   | 251  | 0.91          | 1940–1955 | «Атлетік»                                                            |     |
| 4  | Франція             | Карім Бензема       | 439   | 238  | 0.54          | 2009–2023 | «Реал Мадрид»                                                        |     |
| 5  | Мексика             | Уго Санчес          | 347   | 234  | 0.67          | 1981–1994 | «Реал Мадрид» (164), «Атлетіко» (54), «Райо Вальєкано» (16)          |     |
| 6  | Іспанія             | Рауль Гонсалес      | 550   | 228  | 0.41          | 1994–2010 | «Реал Мадрид»                                                        |     |
| 7  | Аргентина · Іспанія | Альфредо Ді Стефано | 329   | 227  | 0.69          | 1953–1966 | «Реал Мадрид» (216), «Еспаньйол» (11)                                |     |
| 8  | Іспанія             | Сезар Родрігес      | 353   | 221  | 0.63          | 1940–1960 | «Гранада» (23), «Барселона» (190), «Леонеса» (3), «Ельче» (5)        |     |
| 9  | Іспанія             | Кіні                | 448   | 219  | 0.49          | 1968–1987 | «Спортінг» (165), «Барселона» (54)                                   |     |
| 10 | Іспанія             | Паїньйо             | 278   | 212  | 0.76          | 1943–1956 | «Сельта» (56), «Реал Мадрид» (108), «Депортіво» (46)                 |     |
| 11 | Іспанія             | Едмундо Суарес      | 231   | 195  | 0.84          | 1939–1951 | «Валенсія» (186), «Алькояно» (9)                                     |     |
| 12 | Іспанія             | Давід Вілья         | 352   | 186  | 0.53          | 2003–2014 | «Сарагоса» (32), «Валенсія» (108), «Барселона» (33), «Атлетіко» (13) |     |
| 13 | Іспанія             | Сантільяна          | 461   | 186  | 0.4           | 1971–1988 | «Реал Мадрид»                                                        |     |
| 14 | Франція             | Антуан Грізманн     | 477   | 185  | 0.39          | 2010–2023 | «Реал Сосьєдад» (40), «Атлетіко» (123), «Барселона» (22)             |     |
| 15 | Іспанія             | Гільєрмо Горостіса  | 255   | 183  | 0.72          | 1929–1946 | «Атлетік» (111), «Валенсія» (72)                                     |     |
| 16 | Іспанія             | Хуан Арса           | 349   | 182  | 0.52          | 1943–1959 | «Севілья»                                                            |     |
| 17 | Уругвай             | Луїс Суарес         | 258   | 179  | 0.69          | 2014–2022 | «Барселона» (147), «Атлетіко» (32)                                   |     |
| 18 | Камерун             | Самюель Ето'о       | 280   | 162  | 0.58          | 1998–2009 | «Майорка» (54), «Барселона» (108)                                    |     |
| 19 | Іспанія             | Луїс Арагонес       | 360   | 160  | 0.44          | 1960–1975 | «Реал Ов'єдо» (4), «Реал Бетіс» (33), «Атлетіко» (123)               |     |
| 20 | Іспанія             | Аріц Адуріс         | 443   | 158  | 0.36          | 2002–2020 | «Атлетік» (118), «Майорка» (23), «Валенсія» (17)                     |     |

## 21— 40
| №  | Країна   | Гравець          | Матчі | Голи | Голів за матч | Роки      | Клуби | Пр. |
| -- | -------- | ---------------- | ----- | ---- | ------------- | --------- | --- | --- |
| 21 | Угорщина | Ференц Пушкаш    | 180   | 156  | 0.87          | 1958–1966 | «Реал Мадрид» |     |
| 22 | Іспанія  | Хуліо Салінас    | 417   | 152  | 0.36          | 1986–2000 | «Атлетік» (13), «Атлетіко» (31), «Барселона» (60), «Депортіво» (12), «Спортінг» (24), «Алавес» (12)                |     |
| 23 | Іспанія  | Адріан Ескудеро  | 287   | 150  | 0.52          | 1945–1958 | «Атлетіко» |     |
| 24 | Іспанія  | Яго Аспас        | 339   | 148  | 0.44          | 2006–2023 | «Сельта» (146), «Севілья» (2)                                                                                      |     |
| 25 | Іспанія  | Даніель Руїс     | 303   | 147  | 0.49          | 1974–1986 | «Атлетік» |     |
| 26 | Іспанія  | Рауль Тамудо     | 407   | 146  | 0.36          | 1996–2013 | «Еспаньйол» (129), «Реал Сосьєдад» (7), «Райо Вальєкано» (10)                                                      |     |
| 27 | Іспанія  | Сільвестре Ігоа  | 283   | 140  | 0.49          | 1941–1956 | «Валенсія» (82), «Реал Сосьєдад» (58)                                                                              |     |
| 28 | Іспанія  | Мануель Баденес  | 199   | 139  | 0.7           | 1946–1959 | «Кастельйон» (4), «Барселона» (6), «Валенсія» (90), «Реал Вальядолід» (35), «Спортінг» (4)                         |     |
| 29 | Іспанія  | Хуан Араухо      | 207   | 139  | 0.67          | 1945–1955 | «Севілья» |     |
| 30 | Іспанія  | Хосе Марі Бакеро | 484   | 139  | 0.29          | 1980–1997 | «Реал Сосьєдад» (67), «Барселона» (72)                                                                             |     |
| 31 | Угорщина | Ладіслав Кубала  | 215   | 138  | 0.64          | 1950–1964 | «Барселона» (131), «Еспаньйол» (7)                                                                                 |     |
| 32 | Іспанія  | Хосе Луїс Панісо | 326   | 136  | 0.42          | 1939–1955 | «Атлетік» |     |
| 33 | Іспанія  | Хесус Сатрустегі | 297   | 133  | 0.45          | 1973–1986 | «Реал Сосьєдад» |     |
| 34 | Іспанія  | Ісмаель Урсаїс   | 438   | 133  | 0.3           | 1991–2006 | «Альбасете» (1), «Сельта» (1), «Райо Вальєкано» (1), «Еспаньйол» (14), «Атлетік» (116)                             |     |
| 36 | Іспанія  | Фернандо Ансола  | 226   | 131  | 0.58          | 1954–1964 | «Реал Вальядолід» (43), «Реал Сарагоса» (88)                                                                       |     |
| 36 | Іспанія  | Хоакін Мурільйо  | 323   | 130  | 0.4           | 1959–1974 | «Реал Ов'єдо» (8), «Реал Бетіс» (54), «Валенсія» (34), «Реал Сосьєдад» (34)                                        |     |
| 37 | Болгарія | Любослав Пенев   | 305   | 129  | 0.42          | 1989–1999 | «Валенсія» (67), «Атлетіко» (16), «Компостела» (32), «Сельта» (14)                                                 |     |
| 38 | Іспанія  | Роберто Сольдадо | 323   | 129  | 0.4           | 2005–2022 | «Реал Мадрид» (2), «Осасуна» (11), «Хетафе» (29), «Валенсія» (59), «Вільярреал» (9), «Гранада» (16), «Леванте» (3) |     |
| 39 | Іспанія  | Франсіско Хенто  | 437   | 129  | 0.3           | 1952–1971 | «Расінг» (2), «Реал Мадрид» (127)                                                                                  |     |
| 40 | Уругвай  | Дієго Форлан     | 240   | 128  | 0.53          | 2004–2012 | «Вільярреал» (54), «Атлетіко» (74)                                                                                 |     |

## 41— 60
| №  | Країна    | Гравець            | Матчі | Голи | Голів за матч | Роки      | Клуби                                                                             | Пр. |
| -- | --------- | ------------------ | ----- | ---- | ------------- | --------- | --------------------------------------------------------------------------------- | --- |
| 41 | Іспанія   | Енеко Арієта       | 244   | 128  | 0.52          | 1951–1966 | «Атлетік»                                                                         |     |
| 42 | Іспанія   | Альваро Негредо    | 359   | 128  | 0.36          | 2007–2023 | «Альмерія» (32), «Севілья» (70), «Валенсія» (10), «Кадіс» (16)                    |     |
| 43 | Іспанія   | Пако Кампос        | 204   | 127  | 0.62          | 1939–1952 | «Атлетіко» (120), «Спортінг» (7)                                                  |     |
| 44 | Аргентина | Маріо Кемпес       | 222   | 126  | 0.57          | 1976–1986 | «Валенсія» (116), «Еркулес» (10)                                                  |     |
| 45 | Іспанія   | Епі                | 334   | 125  | 0.37          | 1940–1955 | «Валенсія» (79), «Реал Сосьєдад» (46)                                             |     |
| 46 | Іспанія   | Фернандо Мор'єнтес | 337   | 124  | 0.37          | 1993–2009 | «Альбасете» (5), «Реал Сарагоса» (28), «Реал Мадрид» (72), «Валенсія» (19)        |     |
| 47 | Іспанія   | Еміліо Бутрагеньйо | 341   | 123  | 0.36          | 1983–1995 | «Реал Мадрид»                                                                     |     |
| 48 | Іспанія   | Піррі              | 417   | 123  | 0.29          | 1964–1980 | «Реал Мадрид»                                                                     |     |
| 49 | Іспанія   | Ерреріта           | 229   | 119  | 0.52          | 1933–1950 | «Реал Ов'єдо» (110), «Барселона» (9)                                              |     |
| 50 | Іспанія   | Амансіо Амаро      | 344   | 119  | 0.35          | 1962–1976 | «Реал Мадрид»                                                                     |     |
| 51 | Бразилія  | Роналду            | 164   | 117  | 0.71          | 1996–2007 | «Реал Мадрид» (83), «Барселона» (34)                                              |     |
| 52 | Іспанія   | Августин Гаїнса    | 380   | 117  | 0.31          | 1940–1959 | «Атлетік»                                                                         |     |
| 53 | Іспанія   | Жерар Морено       | 289   | 116  | 0.4           | 2014–2023 | «Вільярреал» (80), «Еспаньйол» (36)                                               |     |
| 54 | Бразилія  | Валду Машаду       | 216   | 115  | 0.53          | 1961–1970 | «Валенсія»                                                                        |     |
| 55 | Іспанія   | Рафаель Мораньйон  | 308   | 115  | 0.37          | 1970–1983 | «Реал Мадрид» (5), «Еспаньйол» (110)                                              |     |
| 56 | Іспанія   | Хосеп Хункоса      | 232   | 114  | 0.49          | 1942–1955 | «Атлетіко» (80), «Еспаньйол» (34)                                                 |     |
| 57 | Хорватія  | Давор Шукер        | 239   | 114  | 0.48          | 1991–1999 | «Севілья» (76), «Реал Мадрид» (38)                                                |     |
| 58 | Іспанія   | Роберто Уфарте     | 418   | 112  | 0.27          | 1975–1989 | «Реал Сосьєдад» (101), «Атлетіко» (8), «Реал Бетіс» (3)                           |     |
| 59 | Іспанія   | Карлос Муньйос     | 314   | 111  | 0.35          | 1975–1989 | «Ельче» (5), «Еркулес» (5), «Реал Мурсія» (4), «Атлетіко» (4), «Реал Ов'єдо» (93) |     |
| 60 | Іспанія   | Педро Уральде      | 338   | 111  | 0.33          | 1975–1989 | «Реал Сосьєдад» (61), «Атлетіко» (8), «Атлетік» (34), «Депортіво» (8)             |     |

## 61— 82
| №  | Країна               | Гравець            | Матчі | Голи | Голів за матч | Роки      | Клуби                                                                | Пр. |
| -- | -------------------- | ------------------ | ----- | ---- | ------------- | --------- | -------------------------------------------------------------------- | --- |
| 61 | Іспанія              | Хосе Сіганда       | 381   | 111  | 0.29          | 1987–2001 | «Осасуна» (35), «Атлетік» (76)                                       |     |
| 62 | Іспанія              | Рауль Гарсія       | 596   | 111  | 0.19          | 2004–2023 | «Осасуна» (20), «Атлетіко» (27), «Атлетік» (64)                      |     |
| 63 | Іспанія              | Хосе Гарате        | 241   | 109  | 0.45          | 1987–2001 | «Атлетіко»                                                           |     |
| 64 | Іспанія              | Бата               | 118   | 108  | 0.92          | 1929–1936 | «Атлетік»                                                            |     |
| 65 | Іспанія              | Фернандо Гомес     | 420   | 108  | 0.26          | 1983–1998 | «Валенсія»                                                           |     |
| 66 | Іспанія              | Маріано Мартін     | 130   | 107  | 0.82          | 1939–1949 | «Барселона» (99), «Хімнастік» (Таррагона) (8)                        |     |
| 67 | Аргентина            | Гонсало Ігуаїн     | 190   | 107  | 0.56          | 2006–2013 | «Реал Мадрид»                                                        |     |
| 68 | Бразилія             | Рівалдо            | 198   | 107  | 0.54          | 2006–2013 | «Депортіво» (21), «Барселона» (86)                                   |     |
| 69 | Іспанія              | Пічі Алонсо        | 261   | 107  | 0.41          | 1978–1989 | «Реал Сарагоса» (70), «Барселона» (12), «Еспаньйол» (25)             |     |
| 70 | Іспанія              | Хосе Артече        | 276   | 107  | 0.39          | 1950–1965 | «Атлетік»                                                            |     |
| 71 | Іспанія              | Ісідро Лангара     | 90    | 105  | 1.17          | 1933–1948 | «Реал Ов'єдо»                                                        |     |
| 72 | Боснія і Герцеговина | Мехо Кодро         | 263   | 105  | 0.4           | 1991–2000 | «Реал Сосьєдад» (73), «Барселона» (9), «Тенерифе» (18), «Алавес» (5) |     |
| 73 | Іспанія              | Фернандо Єрро      | 497   | 105  | 0.21          | 1987–2003 | «Реал Вальядолід» (3), «Реал Мадрид» (102)                           |     |
| 74 | Іспанія              | Ермідіта           | 160   | 104  | 0.65          | 1945–1956 | «Сельта»                                                             |     |
| 75 | Парагвай             | Каєтано Ре         | 265   | 103  | 0.39          | 1959–1971 | «Ельче» (25), «Барселона» (55), «Еспаньйол» (23)                     |     |
| 76 | Іспанія              | Луїс Енріке        | 400   | 103  | 0.26          | 1989–2004 | «Спортінг» (15), «Реал Мадрид» (15),«Барселона» (73)                 |     |
| 77 | Іспанія              | Гільєрмо Кампаналь | 157   | 102  | 0.65          | 1934–1946 | «Севілья»                                                            |     |
| 78 | Іспанія              | Фернандо Торрес    | 281   | 102  | 0.36          | 2002–2018 | «Атлетіко»                                                           |     |
| 79 | Іспанія              | Мануель Сарабіа    | 363   | 102  | 0.28          | 1976–1991 | «Атлетік» (84), «Логроньєс» (18)                                     |     |
| 80 | Іспанія              | Вікторіо Унамуно   | 141   | 101  | 0.72          | 1928–1942 | «Атлетік» (72), «Реал Бетіс» (29)                                    |     |
| 81 | Іспанія              | Хулен Герреро      | 372   | 101  | 0.27          | 1992–2006 | «Атлетік»                                                            |     |
| 82 | Нідерланди           | Рой Макай          | 205   | 100  | 0.49          | 1997–2003 | «Тенерифе» (21), «Депортіво» (79)                                    |     |

## Середня результативність
При складанні рейтингу враховувалися показники футболістів, які в цьому турнірі забили не менше 100 голів. Найкращу середню результативність в чемпіонаті Іспанії має Ісідро Лангара. Лангара, а також Кріштіану Роналду, єдині гравці які забивали більше одного голу за матч. 
Дані станом на 23 грудня 2023 року.
| №  | Країна     | Гравець            | Матчі | Голи | Голів за матч | Роки      | Примітки |
| -- | ---------- | ------------------ | ----- | ---- | ------------- | --------- | -------- |
| 1  | Іспанія    | Ісідро Лангара     | 90    | 105  | 1.17          | 1933–1948 |          |
| 2  | Португалія | Кріштіану Роналду  | 292   | 311  | 1.07          | 2009–2018 |          |
| 3  | Іспанія    | Бата               | 118   | 108  | 0.92          | 1929–1936 |          |
| 4  | Аргентина  | Ліонель Мессі      | 520   | 474  | 0.91          | 2004–2021 |          |
| 4  | Іспанія    | Тельмо Сарра       | 277   | 251  | 0.91          | 1940–1955 |          |
| 6  | Угорщина   | Ференц Пушкаш      | 180   | 156  | 0.87          | 1958–1966 |          |
| 7  | Іспанія    | Едмундо Суарес     | 231   | 195  | 0.84          | 1939–1951 |          |
| 8  | Іспанія    | Маріано Мартін     | 130   | 107  | 0.82          | 1939–1949 |          |
| 9  | Іспанія    | Паїньйо            | 278   | 212  | 0.76          | 1943–1956 |          |
| 10 | Іспанія    | Гільєрмо Горостіса | 255   | 183  | 0.72          | 1929–1946 |          |
| 10 | Іспанія    | Вікторіо Унамуно   | 141   | 101  | 0.72          | 1928–1942 |          |

## Клуби
Список гравців. які забивали не менше 100 голів під час виступів в одній команді.
Дані в таблиці наведені станом на 23 грудня 2023 року.
| Клуб            | Рекорд | Гравці- сотники | Пр. |
| --------------- | ------ | --- | --- |
| «Барселона»     | 474    | Ліонель Мессі (474), Сезар Родрігес (190), Луїс Суарес (147), Ладіслав Кубала (131), Самюель Ето'о (108) |     |
| «Реал Мадрид»   | 311    | Кріштіану Роналду (311), Карім Бензема (238), Рауль Гонсалес (228), Альфредо Ді Стефано (216), Сантільяна (186), Уго Санчес (164), Ференц Пушкаш (156), Франсіско Хенто (127), Еміліо Бутрагеньйо (123), Піррі (123), Амансіо Амаро (119), Паїньйо (108), Гонсало Ігуаїн (107), Фернандо Єрро (102) |     |
| «Атлетік»       | 251    | Тельмо Сарра (251), Даніель Руїс (147), Хосе Луїс Панісо (136), Енеко Арієта (128), Аріц Адуріс (118), Августин Гаїнса (117), Ісмаель Урсаїс (116), Гільєрмо Горостіса (111), Бата (108), Хосе Артече (107), Хулен Герреро (101)                                                                    |     |
| «Валенсія»      | 186    | Едмундо Суарес (186), Маріо Кемпес (116), Валду Машаду (115), Давід Вілья (108), Фернандо Гомес (108) |     |
| «Севілья»       | 182    | Хуан Арса (182), Хуан Араухо (139), Гільєрмо Кампаналь (102) |     |
| «Спортінг»      | 165    | Кіні (165) |     |
| «Атлетіко»      | 150    | Адріан Ескудеро (150), Антуан Грізманн (123), Луїс Арагонес (123), Пако Кампос (120), Хосе Гарате (109), Фернандо Торрес (102) |     |
| «Сельта»        | 146    | Яго Аспас (146), Ермідіта (104) |     |
| «Реал Сосьєдад» | 133    | Хесус Сатрустегі (133), Роберто Уфарте (101) |     |
| «Еспаньйол»     | 129    | Рауль Тамудо (129), Рафаель Мораньйон (110) |     |
| «Реал Ов'єдо»   | 110    | Ерреріта (110), Ісідро Лангара (105) |     |